# Donkey Kong
Donkey Kong là một loạt trò chơi điện tử Nhật Bản do Miyamoto Shigeru sáng tạo ra. Loạt có sự tham gia của một con khỉ đột tên là Donkey Kong, những con khỉ đột đồng loại và loài đười ươi cùng nhau đánh bại những kẻ xấu nhân hóa. Kẻ địch chủ yếu là Kremlings, một tộc cá sấu do King K. Rool lãnh đạo, thường ăn cắp nguồn chuối tích trữ của chúng. Loạt chủ yếu bao gồm trò chơi platform, cũng như spin-off thuộc nhiều thể loại khác nhau.
Trò chơi đầu tiên là trò chơi arcade Donkey Kong (1981), với nhân vật cùng tên là nhân vật phản diện chính, lấy khung cảnh mang dáng dấp công nghiệp xây dựng. Game đạt thành công vang dội và liên tiếp ra mắt hai phần tiếp theo vào năm 1982 và 1983. Đây cũng là lần đầu tiên các nhân vật của cả dòng Donkey Kong và Mario ra mắt. Nhượng quyền thương mại chủ yếu là một loạt những trò chơi platform màn hình cuộn bên, với các tựa trò chơi arcade ban đầu chỉ là một màn hình platform có các yếu tố giải đố hành động. Ngoài hai thể loại này thì còn có các trò chơi nhịp điệu như Donkey Konga, các trò chơi đua xe như Diddy Kong Racing và giải trí giáo dục, chẳng hạn như Donkey Kong Jr. Math.
Một biểu tượng của loạt Donkey Kong là những cái thùng gỗ mà Kong sử dụng làm vũ khí, phương tiện, đồ đạc và cả chỗ ở.
Thương hiệu Donkey Kong đã bán được tổng cộng hơn 80 triệu bản trên toàn thế giới tính đến năm 2022.

#### Loạt trò chơi arcade

Trò chơi điện tử Donkey Kong ban đầu chạy trên hệ máy Nintendo Entertainment System

#### Loạt Donkey Kong Country gốc

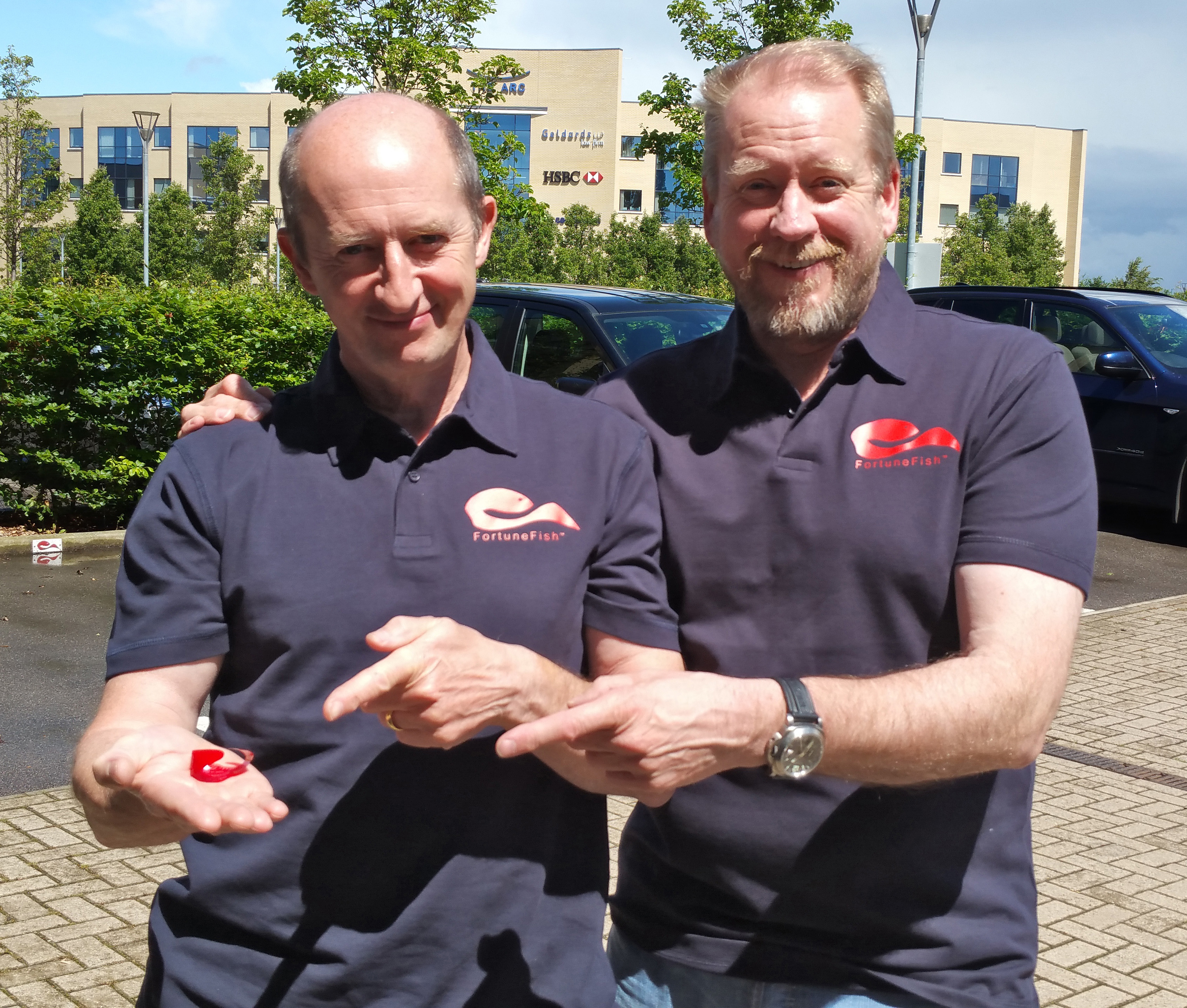
Tim và Chris Stamper, những nhà đồng sáng lập Rare năm 2015

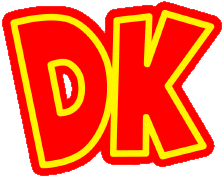
Biểu tượng "DK" trên cà vạt của Donkey Kong

## Lịch sử và phát triển
| 1981 | Donkey Kong                                         |
| 1982 | Donkey Kong Jr.                                     |
| 1983 | Donkey Kong II                                      |
| 1983 | Donkey Kong 3                                       |
| 1983 | Donkey Kong Jr. Math                                |
| 1984 | Donkey Kong Circus                                  |
| 1984 | Donkey Kong Hockey                                  |
| 1985 |                                                     |
| 1986 |                                                     |
| 1987 |                                                     |
| 1988 |                                                     |
| 1989 |                                                     |
| 1990 |                                                     |
| 1991 |                                                     |
| 1992 |                                                     |
| 1993 |                                                     |
| 1994 | Donkey Kong (GB)                                    |
| 1994 | Donkey Kong Country                                 |
| 1995 | Donkey Kong Land                                    |
| 1995 | Donkey Kong Country 2: Diddy's Kong Quest           |
| 1996 | Donkey Kong Land 2                                  |
| 1996 | Donkey Kong Country 3: Dixie Kong's Double Trouble! |
| 1997 | Donkey Kong Land III                                |
| 1997 | Diddy Kong Racing                                   |
| 1998 |                                                     |
| 1999 | Donkey Kong 64                                      |
| 2000 |                                                     |
| 2001 |                                                     |
| 2002 |                                                     |
| 2003 | Donkey Konga                                        |
| 2004 | Donkey Konga 2                                      |
| 2004 | Donkey Kong Jungle Beat                             |
| 2005 | DK: King of Swing                                   |
| 2005 | Donkey Konga 3                                      |
| 2006 |                                                     |
| 2007 | Donkey Kong Barrel Blast                            |
| 2007 | DK: Jungle Climber                                  |
| 2008 |                                                     |
| 2009 |                                                     |
| 2010 | Donkey Kong Country Returns                         |
| 2011 |                                                     |
| 2012 |                                                     |
| 2013 |                                                     |
| 2014 | Donkey Kong Country: Tropical Freeze                |